# Ann Makosinski
Ann (Andini) Makosinski (Victoria, Canadà, 3 d'octubre de 1997) és una estudiant-inventora i oradora pública canadenca, guanyadora de la 'Google Science Fair' en 2013 per inventar una llanterna termoelèctrica.

## Infància
Makosinski és descendent de filipins, polonesos i canadencs. El seu pare és un director de laboratori retirat amb dues patents mèdiques. La seva família viu a Saanich, a la Colúmbia Britànica. Va estudiar a St. Michaels University School. Per al seu projecte de setè grau, Makosinski va inventar una ràdio que es podia alimentar amb la calor d'una espelma. També va construir una llanterna piezoelèctrica quan estava a novè grau. De molt petita, Ann trobava molt interessants als insectes. Es preguntava com podien ser tan petits i alhora tan complexos. Va créixer i es va convertir en una jove científica a causa de la seva profunda passió per la ciència.
El 2014 va guanyar la Google Science Fair amb el projecte Hollow Flashlight, una llanterna termoelèctrica. Es va inspirar en les seves visites a la terra natal de la seva mare (Filipines), on una amiga seva va tenir problemes a l'escola perquè no tenia suficient llum per estudiar de nit. El dispositiu es basa en l'efecte termoelèctric utilitzant plaques Peltier. És buit per incrementar els corrents convectives. Actualment es troba en negociacions per produir comercialment i distribuir les llanternes.
Va explicar el seu projecte a TEDx Richmond i TEDx Vancouver el 2013. Aquest any va aparèixer en la revista Time 30 Under 30. Va guanyar medalla d'or en la Canada-Wide Science Fair. El 2014 va presentar The Problem with Inventions en TEDx Victoria. Després va ser oradora de TEDx Teen en 2016 - amb la seva xerrada Why I don't usi a smart phone que ha estat vista més de 2 milions de vegades. Makosinski va presentar la seva tassa eDrink mug, que usa la calor de la beguda per carregar un telèfon, al costat de Jimmy Fallon en the Tonight Xou. Com a premi li van atorgar $5,000 per la seva formació. Va guanyar quatre premis en la Intel International Science and Engineering Fair. Va ser votada com la jove inventora de l'any en 2016 per Popular Science.

## Carrera
Ann va obtenir $50,000 en inversió de Quest Climate Grant, finançat per Canadian Geographic i Shell Energy North America el 2016, per les seves invencions alimentades per la calor humana.
Va ser escollida ambaixadora de marca de Uniqlo en 2016 i ha fet campanyes amb Five Star i Lenovo.
El 2017 va ser inclosa en la llista Forbes 30 Under 30. També va ser nomenada per la revista Glamour com una de les dones universitàries de l'any en 2018. És la fundadora de Makotronics Enterprises. S'ha postulat per obtenir múltiples patents. L'agost de 2017 es va embarcar en una expedició de dues setmanes al Pas del Nord-oest per celebrar el 150è aniversari del Canadà. L'octubre de 2017 va ser part del Converse Public Access Show amb Miley Cyrus.
El 2015 començà els estudis de Llengua Anglesa i literatura a la Universitat de Victòria després d'haver realitzat una transferència des de la Universitat de Colúmbia Britànica.